# Star Control 2
Star Control 2 est un jeu vidéo de type aventure et shoot 'em up développé par Toys for Bob édité par Accolade, sorti en 1992 sur DOS, Mac et 3DO.

## Accueil
- Computer Gaming World : 4,5/5 (3DO)[1]
- Electronic Gaming Monthly : 8,3/10 (3DO)[2]
- GamePro : 4/5 (3DO)[3]

## Refonte
Un projet intitulé The Ur-Quan Masters (alias UQM) vise à la refonte du jeu pour des systèmes d'exploitation modernes comme Windows, Linux, Mac OS X et BSD.
Le projet a été amorcé en 2002, lors de la publication du code source par les développeurs. Une version HD est sortie en 2013.